# パシフィック・サウスウエスト航空1771便墜落事故
パシフィック・サウスウエスト航空1771便墜落事故（パシフィック・サウスウエストこうくう1771びんついらくじこ）とは、1987年12月7日にパシフィック・サウスウエスト航空（PSA）の定期1771便が、アメリカ合衆国・カリフォルニア州サンルイスオビスポ郡カユコス付近で墜落した航空事故である。
原因はPSAの親会社であるUSエアウェイズ（USエア）に不満を持つ元従業員の男が、乗務員を射殺したことである。この事件で乗客乗員43名全員が死亡した。
故意に墜落が引き起こされた航空犯罪であるため、PSA1771便事件とも言及される。

## 事故当日の1771便
- 使用機材：British Aerospace Bae 146-200A、機体記号:N350PS
- 乗務員：5名
  - 機長：44歳 男性
  - 副操縦士：48歳 男性
  - 客室乗務員：3名
- 乗客：38名（犯人の元従業員を含む）

副操縦士はこの年の春に入社したばかりだったが、転職前の会社で既に数千時間に及ぶ飛行経験を持っていた。

## 事故概要
当時USエアーはPSAを傘下に収めていた。元従業員は機内酒の代金69ドルの窃盗や余罪の疑いをかけられ、USエアーを解雇された。上司と復職に向けた話し合いをもったが不調に終わり、元従業員はロサンゼルス発サンフランシスコ行きPSA1771便の航空券を購入した。元上司はロサンゼルスの職場からサンフランシスコの家まで毎日飛行機で移動しており、その日も客として搭乗した。
同僚から借りていた装填済みS&W M29を所持した元従業員は、返却していなかったUSエアーの身分証を使ったため、ロサンゼルス国際空港の通常の検問所を迂回できた 。元従業員は搭乗後、エチケット袋にメッセージを書いた。元上司を銃撃する前に渡したかどうかは不明である。
BAe（ブリティッシュ・エアロスペース）146-200（4発エンジンのジェット機）が、中部カリフォルニアの海岸上空、高度6,700mを航行中、コックピットボイスレコーダー（CVR）は洗面所に出入りする物音を記録している。ナショナルジオグラフィックチャンネルのテレビ番組「メーデー!:航空機事故の真実と真相」では、これは元従業員がトイレで密かに銃を取り出す音ではないかとしている。機長と副操縦士が航空交通管制と乱気流について交信していたまさにその時、客室で2発の銃声がした。恐らく元従業員が元上司を射殺したものとみられる。元上司が座っていた座席は発見されていないが、1列後ろの座席であるとされた座席には、銃痕が2つ見つかった。弾薬のエネルギーからすれば、銃弾は元上司の体を貫通した後、彼の座席を貫通して後列の座席をも貫通していたはずである。副操縦士は機内で発砲があったことを直ちに航空交通管制へ連絡し、スコーク7700を通報するが、それ以降、乗員からの応答はなかった。CVRにはこの時点で操縦室のドアが開き、客室乗務員と思われる女性がコックピットクルーに「問題発生！（We have a problem!）」と話す音声が記録されている。クルーが「どういう問題だ？（What kind of problem?）」と聞き返すと、この客室乗務員を射殺したと思われる銃声の後、元従業員が「俺がその問題だよ（I'm the problem）」と答え、さらに2発撃って操縦士たちを死傷させた。数秒後に機体は下降して加速し、風切音が大きくなっていく様子がCVRに記録されている。フライトレコーダー（FDR）の記録によれば（おそらく元従業員によって）操縦桿が前方に押されたままになり、機体が急降下したようである。
若干の間があって、最後の銃声がした。銃撃対象となったのは、乗客として搭乗していた航空会社のチーフパイロットで、航空機を立て直そうと操縦室に入ろうとしたところを殺害されたと思われる。テレビ番組によると、回収された銃に付着していた指先の破片により、元従業員が墜落の瞬間まで生きており、銃を握りしめたままであったことが分かった。当該機は16時16分にカユコスとパソロブレス近郊のサンタ・ルシア山脈にある牧場の斜面に墜落し、衝撃で爆発した。機体は音速を少し超える時速約1,240kmで墜落し、即座に破壊されたものと推定された。また、5000G(重力の5000倍の力)で地面に衝突し、垂直に近い約70度の角度で南へ移動していたものとされている。機体は岩肌の山腹に衝突したが、その際、地面にはランディング・ギア（脚）が当たって出来たと思われる深さ60cm、直径120cm程度の穴が開いた。高速で衝突したことにより、土壌は圧迫された瞬間に跳ね返り、機体の破片や紙片（元従業員のメモを含む）は炎に焼き尽くされる前に空中に飛散した。生存者はおらず、強い衝撃によって遺体は破片となり、最も大きいものは靴の中に残った足首であった。乗客27名の身元は特定できなかった。
このため、事故現場で見つかったCVRとFDRは酷く損傷し、プレス機で押し潰したかのような状態だった。CVRは辛うじて復元されたが、FDRに関してはほぼ修復不能であり、調査官は磁気記録のヘッドに残っていた、最後の6秒間ほどの記録しか修復できなかったという。しかし、その6秒間の記録と、復元されたCVRの記録によって、事件の全容が明らかになった。
CBS Newsのヘリコプターによって墜落現場が発見され、国家運輸安全委員会（NTSB）の調査団に連邦捜査局（FBI）が合流した。2日間にわたる飛行機の残骸の発掘調査の結果、拳銃の部品とエチケット袋に書かれたメモが見つかった。拳銃には銃弾6発を使い切った弾倉があり、メモは元従業員が記したものであるため、元従業員が墜落事故に関与していることを示すものとなった。FBI捜査官は銃のトリガーガードに刺さっていた指の断片から指紋を採取することができ、それによって機体が墜落した時に元従業員が拳銃を握っていたことが明らかになった。墜落現場で発見された証拠に加えて、元従業員の同僚が彼に銃を貸したことを認め、元従業員が女友達の留守電に別れの言葉を残していたことも判明した。また、当初は爆発物も使用されたと見てFBIは捜査を行っていた。

## 事件後
事件の後、航空会社の職員が離職した際は「直ちに身分証を回収すること」を義務づける法案など、数本の連邦法が承認された 。また、すべての航空会社職員が乗客と同等の保安基準に従うものとする方針が約款に導入された。
この事故によりシェブロンUSAの会長 (James R. Sylla) をはじめ4名の重役とパシフィック・ベル（現在のAT&T）の3人の役員が命を落とした。これを受けて大企業では、会社の幹部が集団で同一航空便を利用して移動することを禁止する方針に改正した。

## 映像化
- メーデー!:航空機事故の真実と真相 第9シーズン第11話「I'M THE PROBLEM」